# Richard Kruspe
Richard Zven Kruspe (Wittenberge, Istočna Njemačka, 24. lipnja 1967.) je njemački glazbenik, najpoznatiji kao osnivač i vodeći gitarist industrijal metal sastava Rammstein. Pored toga, osnovao je i sastav Emigrate. Također su ga zvali i Bernstein, zbog njegove bivše žene Caron Bernstein iz JAR-a. Nakon pet godina braka razveo se 2004. nakon čega se opet zvao Kruspe.

## Rani život
Kruspe se rodio u gradu Wittenberge. Ima dvije starije sestre i starijeg brata. Roditelji su mu se razveli dok je bio mlad. Majka mu se ponovno udala, ali se nije slagao sa svojim očuhom.
Kao dijete, bio je veliki obožavatelj grupe Kiss.